# Giganturidae
Los peces telescopio son el género Gigantura, único de la familia Giganturidae de peces marinos incluida en el orden Aulopiformes, distribuidos por los océanos Atlántico, Índico y Pacífico. Su nombre procede del latín gigas o giganteum (gigantes mitológicos) y del griego oura (cola), por la desproporcionada longitud de su cola.

## Morfología
Ojos grandes y tubulares dirigidos hacia adelante; gran boca extendiéndose bien por detrás de los ojos, con dientes repregables; aletas pectorales altas, por delante de la apertura de las branquias, no tienen aletas pélvicas; piel sin escamas, de color plateado; aleta caudal ahorquillada, con algunos de los radios de su lóbulo inferior muy alargados; no tienen vejiga natatoria.
Probablemente presentan neotenia, es decir, con caracteres larvarios remanentes.

## Especies
Existen sólo dos especies agrupadas en esta familia y género:
- Familia Giganturidae:
  - Género Gigantura:
    - Gigantura chuni (Brauer, 1901)
    - Gigantura indica (Brauer, 1901)